# Euxoa tetrastigma
Euxoa tetrastigma là một loài bướm đêm trong họ Noctuidae.